# 圣伊瓦纳
圣伊瓦纳（法語：Saint-Yvoine，法語發音：[sɛ̃.t‿ivwan]）是法国多姆山省的一个市镇，属于伊苏瓦尔区。

## 地理
圣伊瓦纳（45°35'8"N, 3°14'27"E）面积8.89 平方千米，位于法国奥弗涅-罗讷-阿尔卑斯大区多姆山省，该省份为法国中南部省份，北起阿列省接壤，东临卢瓦尔省，南至上盧瓦爾省和康塔爾省，西接科雷兹省和克勒兹省。
与圣伊瓦纳接壤的市镇（或旧市镇、城区）包括：沙德勒夫、伊苏瓦尔、奥尔贝伊、帕尔迪讷、索瓦尼亚圣马尔特、伊龙德和比龙。

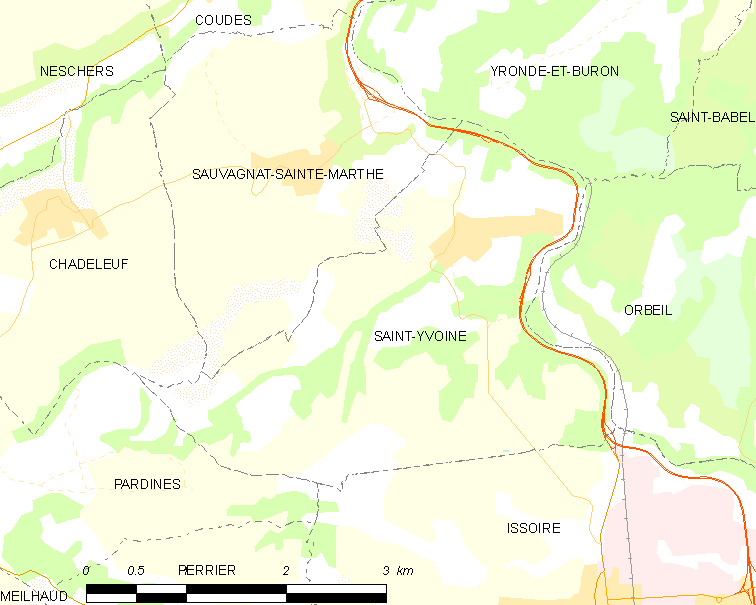
圣伊瓦纳的OSM定位图

圣伊瓦纳的时区为UTC+01:00、UTC+02:00（夏令时）。

## 行政
圣伊瓦纳的邮政编码为63500，INSEE市镇编码为63404。

## 政治
圣伊瓦纳所属的省级选区为伊苏瓦尔县。

## 人口

1962-2008年间圣伊瓦纳人口变化图示

圣伊瓦纳于2022年1月1日时的人口数量为555人。